# خوان كارلوس إنريكيز
خوان كارلوس إنريكيز (بالإسبانية: Juan Carlos Enríquez)‏ (18 سبتمبر 1990 بزاكاتيكاس في المكسيك - ) هو لاعب كرة قدم مكسيكي في مركز الهجوم. لعب مع سانتوس لاغونا وMineros de Zacatecas ‏ ونادي سانتانيكوس أسوشيتد وBallenas Galeana Morelos ‏ ونادي كيريتارو.

## وصلات خارجية
- خوان كارلوس إنريكيز على موقع إي إس بي إن إف سي (الإنجليزية)
- خوان كارلوس إنريكيز على موقع قاعدة بيانات كرة القدم.إي يو (الإنجليزية)
- خوان كارلوس إنريكيز على موقع Soccerway.com (الإنجليزية)
- خوان كارلوس إنريكيز على موقع عالم كرة القدم.نت (الإنجليزية)